# Oldsmobile Series 60
Oldsmobile Series 60 – samochód osobowy klasy wyższej produkowany pod amerykańską marką Oldsmobile w latach 1938–1948.

## Pierwsza generacja

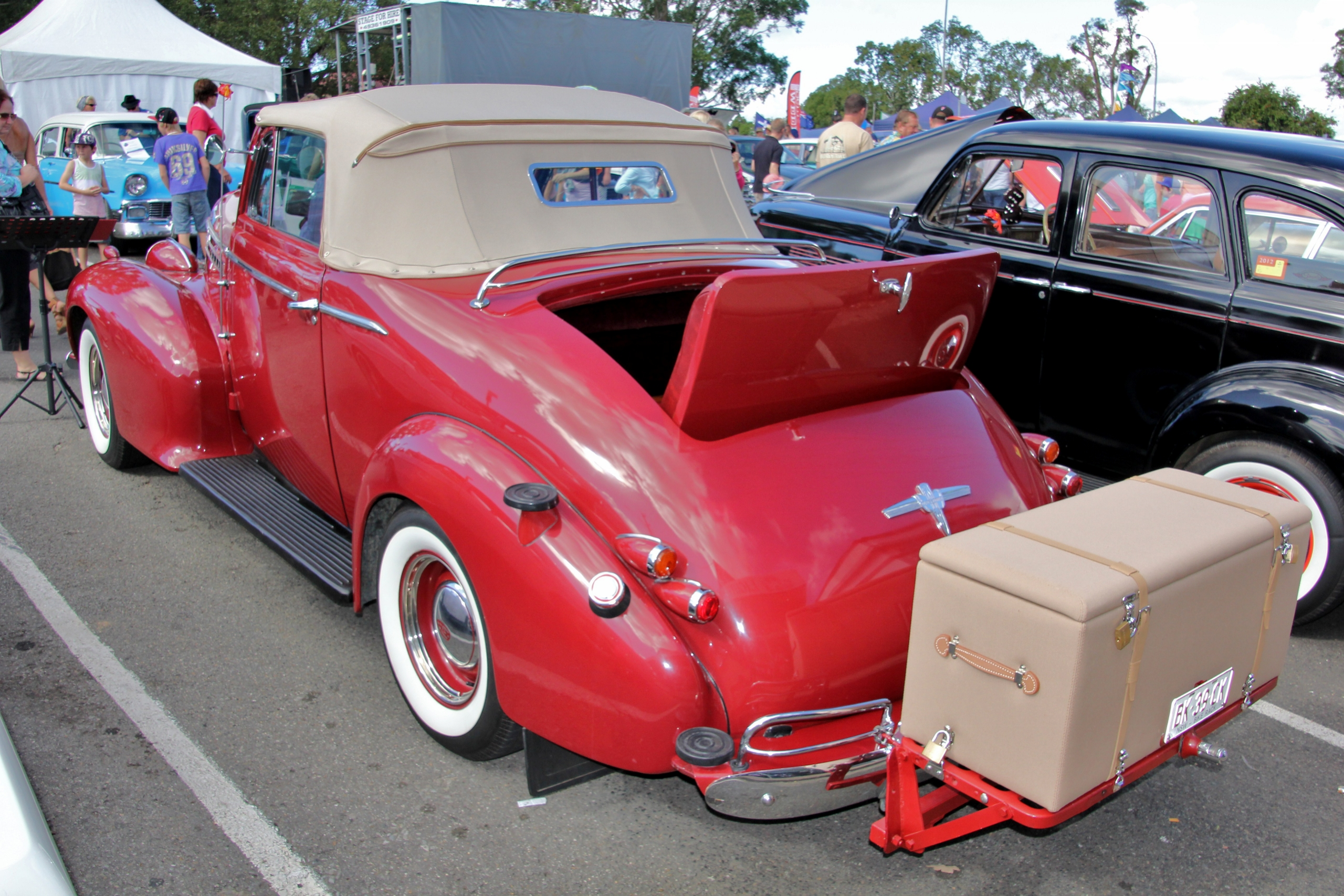
Oldsmobile Series 60 I - tył

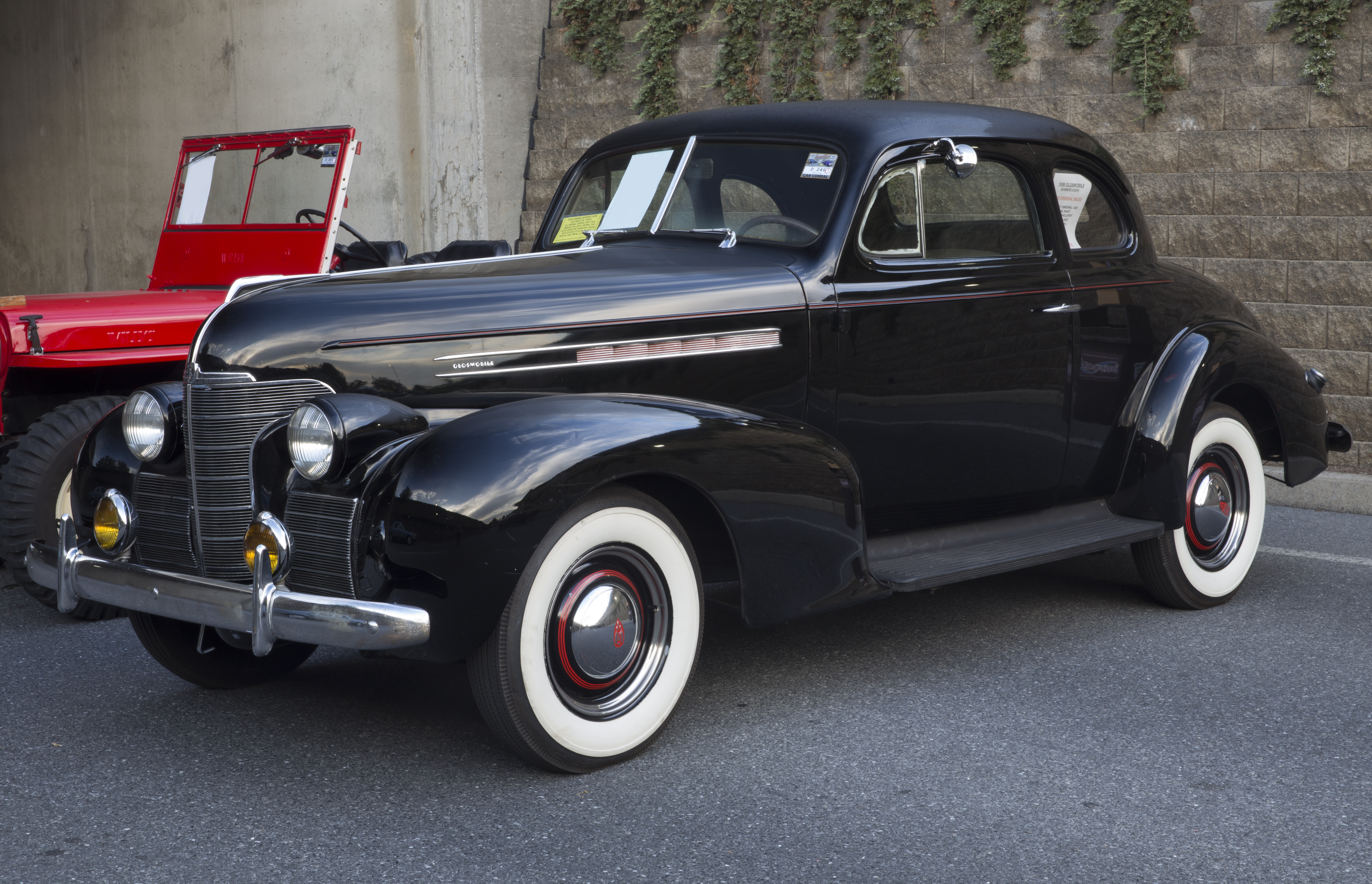
Oldsmobile Series 60 I Coupe

Oldsmobile Series 60 I został zaprezentowany po raz pierwszy w 1938 roku.
Pod koniec lat 30. XX wieku Oldsmobile przedstawiło nową linię modelową klasy wyższej, która w dotychczasowej ofercie marki zastąpiła linię F-Series.
Samochód uzyskał charakterystyczne dla amerykańskiej motoryzacji z późnych lat 30. zaokrąglone nadkola, szpiczastą maskę z zaokrąglonym zakończeniem oraz okrągłe reflektory. Tył zyskał łagodnie opadającą linię nadwozia z podłużnym bagażnikiem - w przypadku odmian z trójbryłową karoserią.

### Silniki
- L6 3.5l Oldsmobile
- L6 3.8l Oldsmobile

## Druga generacja

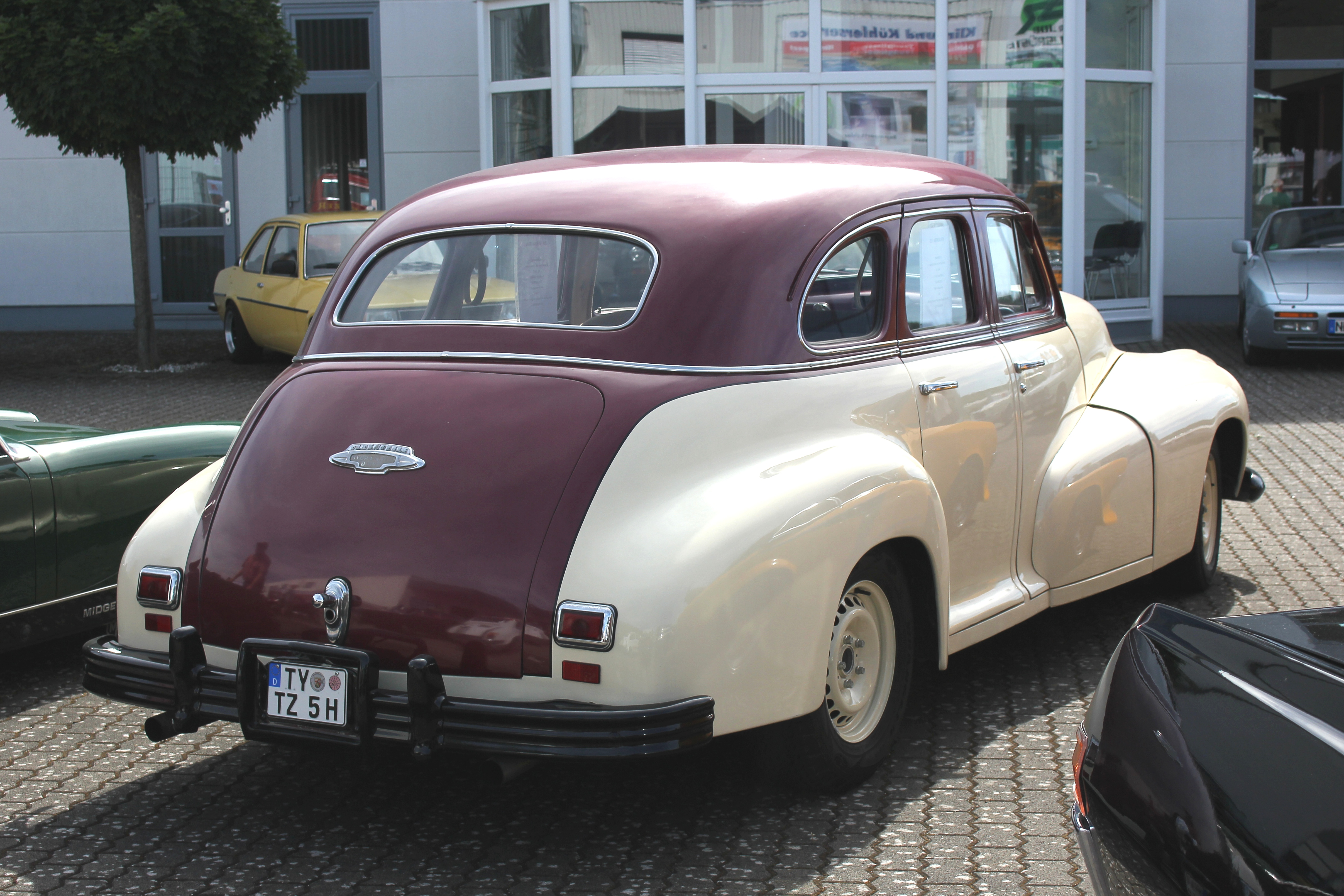
Oldsmobile Series 60 II - tył

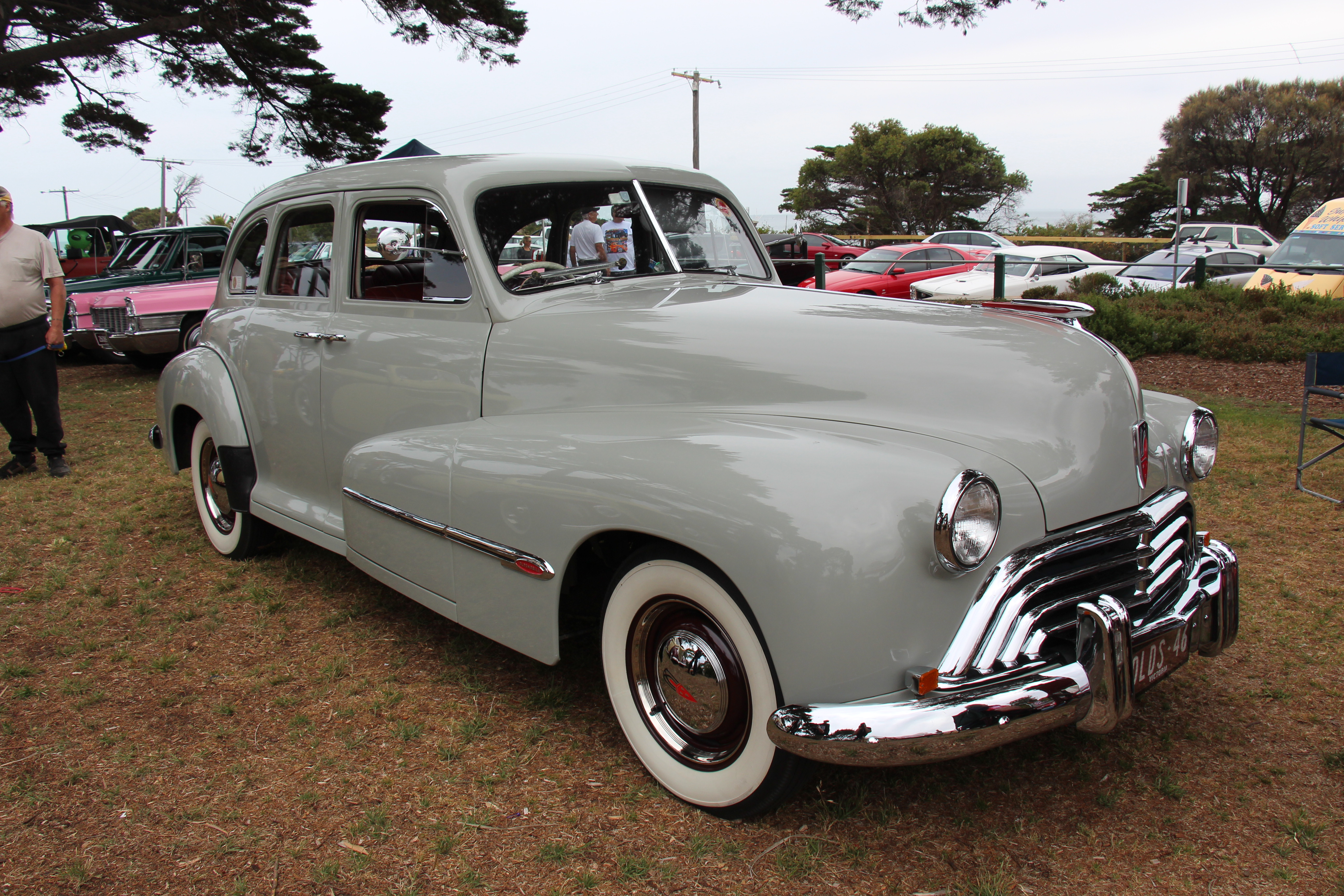
australijskie Oldsmobile Ace

Oldsmobile Series 60 II został zaprezentowany po raz pierwszy w 1941 roku.
Druga generacja linii modelowej Series 60 przeszła obszerne modyfikacje wizualne, ze znacznie większym i masywniejszym nadwoziem. Pojawiły się wyraźniej zaznaczone nadkola, a także pojemniejsza kabina pasażerska z charakterystycznym, garbatym zakończeniem tylnej części nadwozia.

### Australia
Druga generacja Series 60 była sprzedawana i produkowana także w Australii, gdzie samochód oferowano pod nazwą Oldsmobile Ace. Różnice wiuzualne obejmowały m.in. inny sposób otwierania tylnych drzwi.

### Silniki
- L6 3.9l Oldsmobile
- L8 4.2l Oldsmobile